# 清水口岸

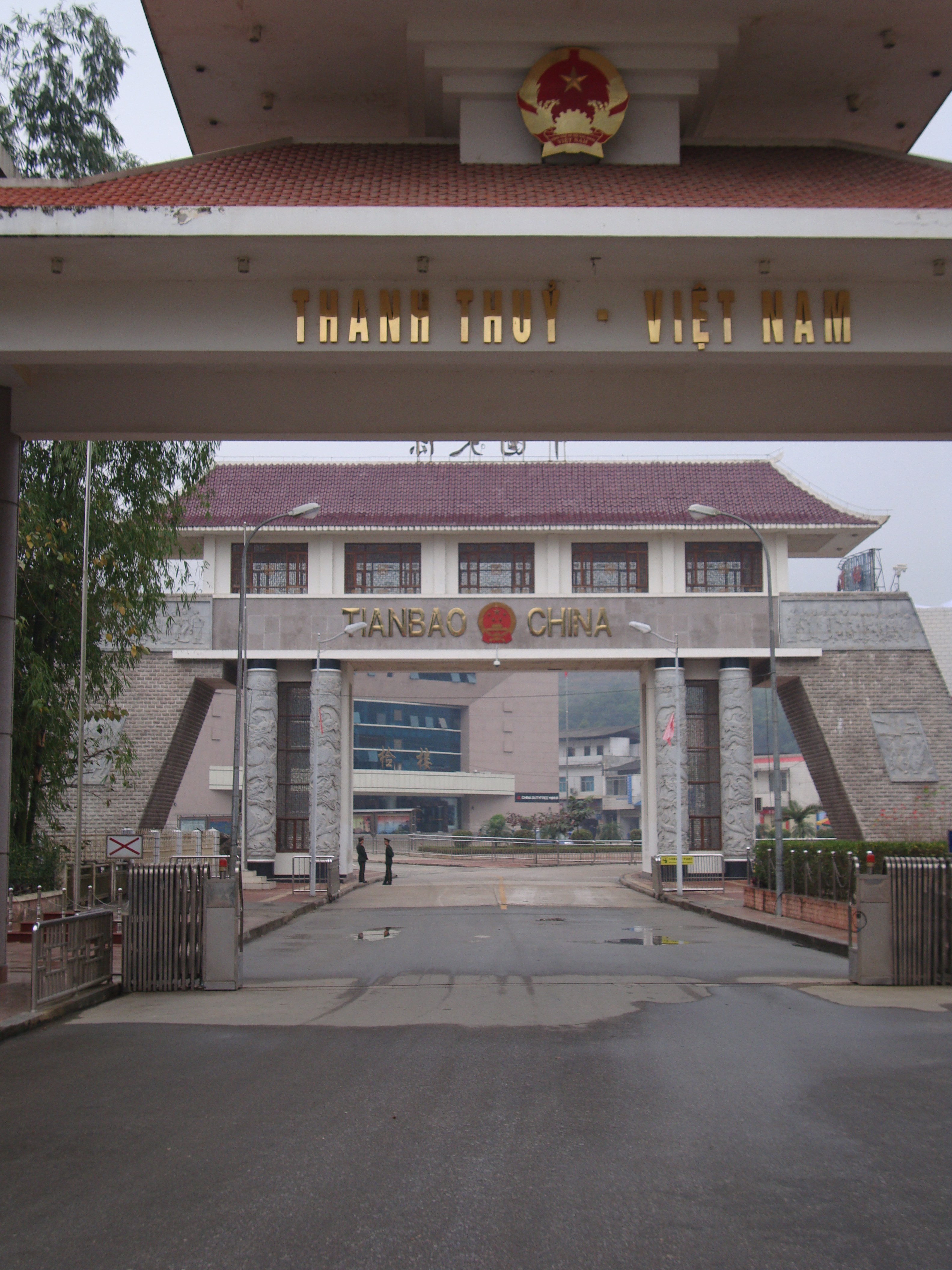
清水口岸

清水口岸，是越南河江省渭川县的一个边境口岸。该口岸属于国际口岸，与该口岸相接的是中国云南省文山州麻栗坡县天保镇的天保口岸。